# Da van Daalen
Da van Daalen (Amsterdam, 1956) is een Nederlands beeldhouwer en medailleur.

## Leven en werk
Da van Daalen is een dochter van reclametekenaar en kunstenaar Ger van Daalen. Ze studeerde aan de Gerrit Rietveld Academie (1979-1982) en aan de Rijksakademie van beeldende kunsten (1982-1986) in Amsterdam. Ze deed daarnaast een praktijkstudie in Pietrasanta (1985-1986). Van Daalen kreeg les van onder anderen Eric Claus en Jan Spiering.
Van Daalen specialiseerde zich als beeldhouwer in het werken met natuursteen. Ze maakt onder meer grafbeelden, gedenkmonumenten en penningen. In 2012-2013 was ze een van de kunstenaars die werden uitgenodigd voor het ontwerpen van een nieuwe reeks euromunten met het portret van Willem-Alexander. Sinds 1989 geeft Van Daalen les in beeldhouwen en penningkunst. Ze was medeoprichter van de kunstenaarsgroep Memento en is onder andere verbonden aan de Stichting CREA en dé Beeldhouwschool aan de Tussen de Bogen in Amsterdam, waarvan ze medeoprichter was.
In 2013 werd ze bestuurslid van de Vereniging voor Penningkunst. Da van Daalen schrijft over penning- en beeldhouwkunst, in 2020 publiceerde ze een monografie over Wilfried Put (1932-2016), die veertig jaar haar levenspartner was.

## Enkele werken
Sculpturen
- 2006 Licht en Verloren stad aan de Bolle Akkers / de Dommel in Sint-Oedenrode.
- 2008 Nescio, bronzen gevelreliëf ter herinnering aan Nescio, in de Sarphatistraat in Amsterdam.[6]

Penningen
- 2005 Frederik Ruysch/Huidekoper-penning voor het AMC.
- 2007 Nescio, jaarpenning van de Vereniging voor Penningkunst (VPK).
- 2009 Zandlaag, verwijst naar de twee zandlagen waarop Amsterdam werd gebouwd.
- 2014 Niet-zijn, gebaseerd op een tekst van de Chinese filosoof Lao Tse.
- 2017 Johanna Westerdijk
- 2018 Eric, gewijd aan beeldhouwer Eric Claus (1936).
- 2018 Wilfried, gewijd aan beeldhouwer Wilfried Put (1932-2016).
- 2019 Scarabee, penning van verdienste van de Vereniging voor Penningkunst, gebaseerd op de eerste door de VPK uitgebrachte penning.[7]
- 2022 Interieur, vierde uit de penningserie Domkerk, gewijd aan de ramen van Richard Roland Holst en kerkbanken van Willem Penaat.
- 2022 Restauratie, vijfde uit de penningserie Domkerk, met thema's uit de geschiedenis van de Dom van Utrecht.
- 2023 Fotograaf, gewijd aan de Hongaarse fotograaf Eva Besnyö (1910-2003).
- 2023 Architect, gewijd aan architect Margaret Staal-Kropholler (1891-1966).
- 2023 Beeldhouwer, gewijd aan beeldhouwer Theresia van der Pant (1924-2013).

### Fotogalerij

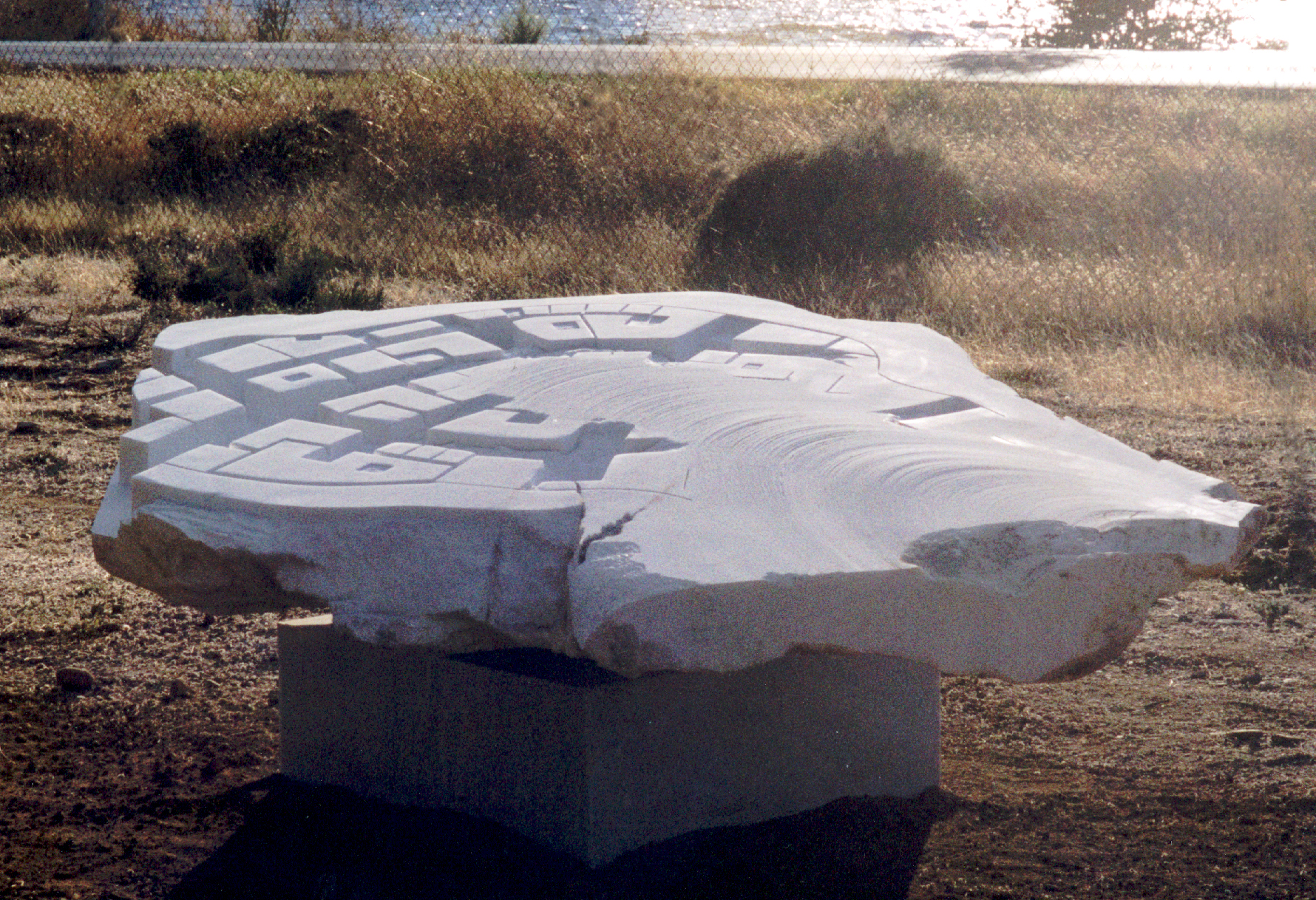
Vanishing History (2001) Thasos Greece
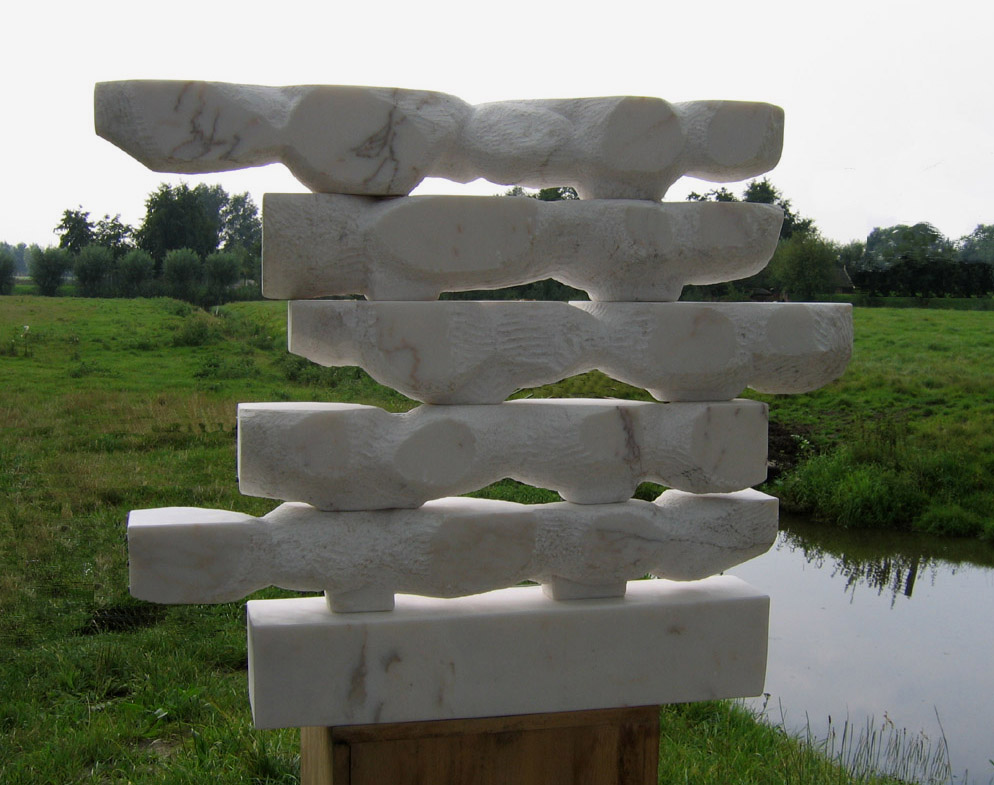
Schapenwolken (2008)
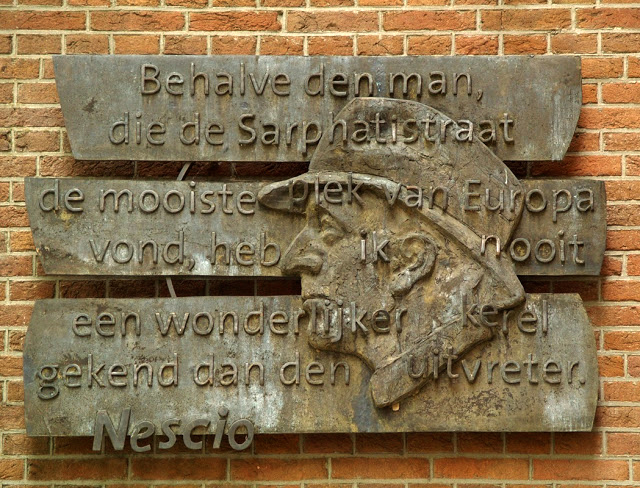
Nescio gevelreliëf (2009) Sarphatistraat, Amsterdam Nederland

## Publicaties
- Da van Daalen (2020) Wilfried Put, 1932-2016 : beelden, tekeningen, penningen. Venlo: Van Spijk Art Books. ISBN 9789062167609